# Puerta de los Leones (Verona)
La Puerta de los Leones (o Porta Leoni en italiano) es una de las puertas que se abrieron a lo largo de las murallas romanas de Verona . Construida en el siglo I a. C.  y reestructurada en el siglo siguiente, conectaba el cardo máximo de la ciudad con el vicus Veronensium, o con el ramal de la Vía Claudia Augusta que continuaba hacia Hostilia .

## Historia

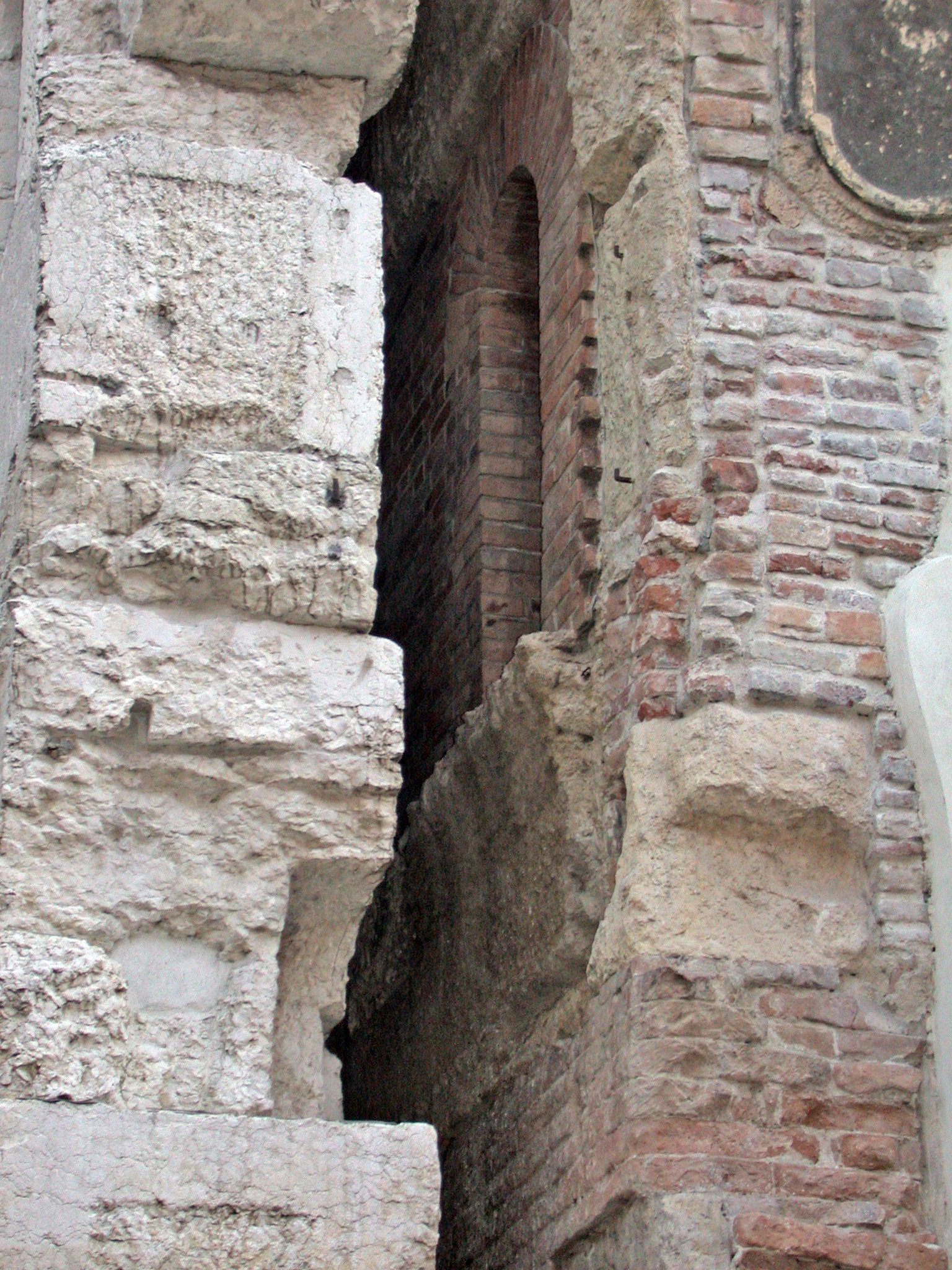
Fachada de la época republicana (derecha) junto a la de la época imperial (izquierda).

La Puerta de los Leones se construyó al mismo tiempo que los muros romanos, como lo demuestra el hecho de que las dos estructuras están estrechamente conectadas en los cimientos y en las primeras hiladas de ladrillo,  y en Porta Iovia : su construcción tuvo lugar alrededor de la segunda mitad del siglo I a. C., tras la romanización definitiva de la Galia Cisalpina tuvo lugar en la primavera del 49 a. C. y el consiguiente desplazamiento de la ciudad de Verona dentro del meandro del río Adige .  Esta construcción, que servía de entrada a la ciudad por el cardo máximo, era de planta cuadrada con un patio central, lugar donde se detenía y controlaba a los viajeros, y que a su vez estaba encerrada por dos altas torres que daban hacia las afueras de la ciudad. Una prueba más de la contemporaneidad de la construcción de las puertas de la ciudad con las murallas de la ciudad proviene de una inscripción amurallada sobre el pilar mediano de la Puerta de los Leones: esta inscripción, que se considera unánimemente el acto fundacional de la Verona romana, muestra los nombres de los quadrumviros que construyeron las murallas y las puertas de la ciudad. 
Durante la primera mitad del siglo I la puerta, que había sido construida casi en su totalidad en ladrillo, se incluyó en la obra monumental a la que fue sometida la importante ciudad veneciana: la intervención vio la yuxtaposición de nuevas fachadas de piedra en el alzado lateral del Foro y lado del campo.  Se trata de una operación de puro embellecimiento de las fachadas, tanto que los añadidos quedaron independientes del núcleo de ladrillo de la puerta y de los muros. Estas obras también se deben, como lo demuestra una inscripción grabada en el arco sobreviviente con el nombre de uno de los administradores romanos, al cuadrumvirato de la ciudad. 
Se desconoce el nombre antiguo de la puerta romana, sin embargo en la Edad Media se conoció primero con el nombre de Porta San Fermo, por su cercanía a la iglesia del mismo nombre, y luego con el nombre clásico de Arco de Valerio, del nombre del hipotético constructor. Hoy se le conoce con el nombre de Puerta de los Leones (Porta Leoni, en italiano), derivado de la calzada en la que se ubica, que ya en el siglo XVI se llamaba "via de 'Leoni" (Calle de los leones) ya que allí se conservaba la parte superior de un monumento funerario romano, coronado a los lados por dos leones, probablemente perteneciente al área sepulcral que se extendía fuera de la puerta.  La puerta, que a finales de la Edad Media ya había sufrido varias mutilaciones y ahora ha sido incorporada parcialmente a un edificio residencial, sirvió de inspiración y fue reproducida en varias ocasiones por reconocidos artistas durante el Renacimiento  como Giovanni Caroto, Sebastiano Serlio y Andrés Paladio .

## Descripción

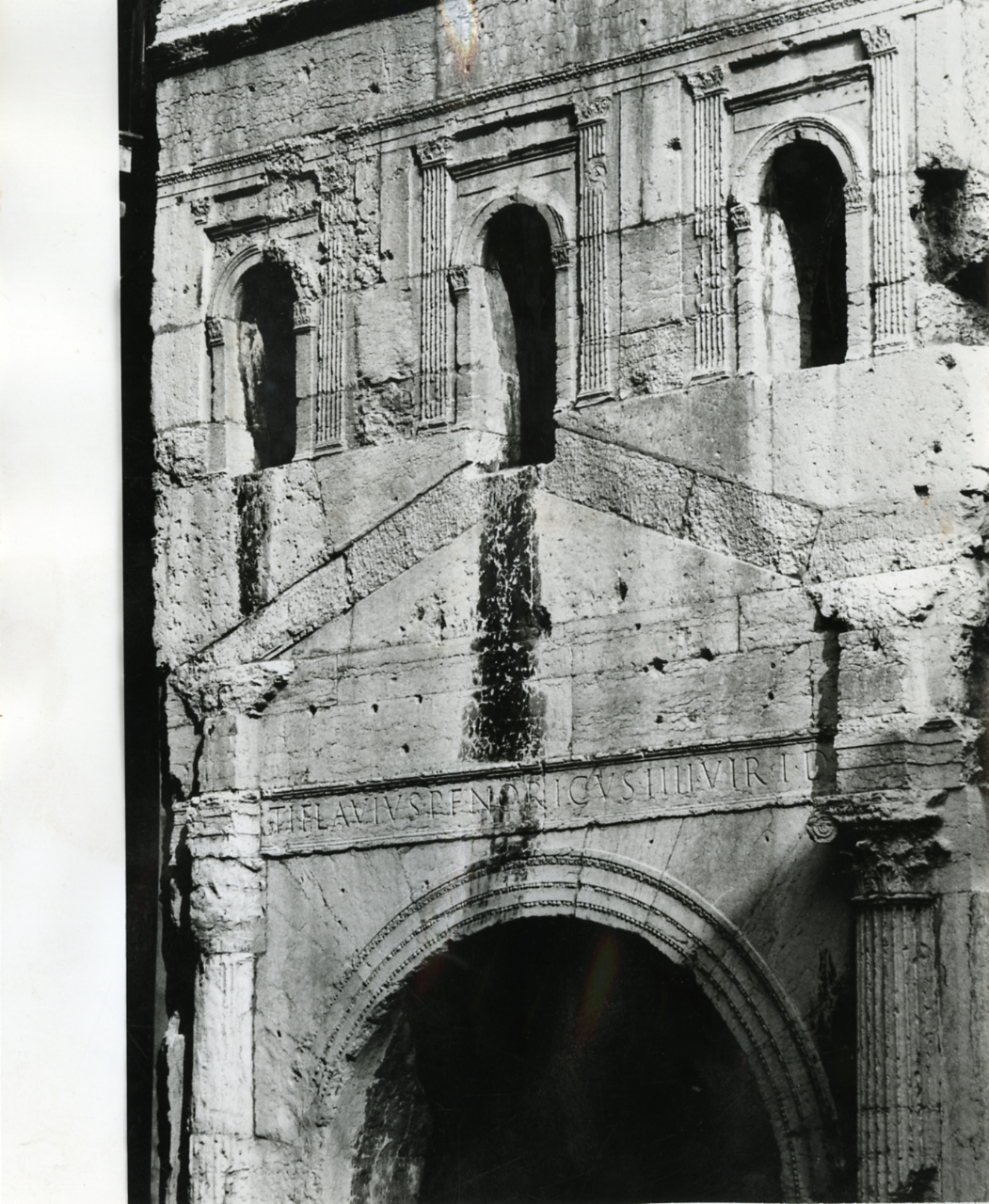
Vista de la puerta en una fotografía de 1972 de Paolo Monte.

Gracias a las numerosas excavaciones arqueológicas y al estudio de la elevación aún existente, donde se enfrentan las dos elevaciones de la época republicana e imperial, los eruditos pudieron reconstruir la imagen de la antigua puerta de la ciudad.
El edificio, realizado casi en su totalidad en ladrillo en el período republicano tardío, era una estructura cuadrada de 16,70 metros a cada lado con un patio central rectangular, arcos dobles de 330 cm de ancho y 525 cm de alto en las fachadas y galerías en los pisos. superior. En las esquinas de la estructura, en el lado rural, se levantaron dos altas torres poligonales de dieciséis lados, con un diámetro de 7,40 metros. A nivel del suelo la estructura defensiva sólo estaba interrumpida por los arcos y probablemente por estrechos pasajes de acceso a las torres desde los que, mediante un sistema de escaleras de madera, se podía subir a los pisos superiores. En el segundo y tercer nivel había, por tanto, dos órdenes de galerías, el inferior de los cuales permitía el acceso a la pasarela almenada de los muros. Las galerías y torres fueron iluminadas por una serie de ventanas abovedadas (160 cm de alto y 60 cm de ancho las del segundo nivel y 180 cm de alto y 60 cm de ancho las del tercero) , que en el exterior creaban un severo y uniforme. En cambio, la fachada que daba a la ciudad era más elaborada ya que, en el piso superior, las cuatro ventanas centrales fueron reemplazadas por una gran logia dórica . El edificio se concluyó (unos 13 metros de altura) con un techo con armazón de madera. 
La puerta de la ciudad se caracterizaba por un entablamento sobrio y por elementos principalmente del orden jónico, aunque el dórico aparecía en el friso del segundo nivel y en la logia del tercero. Los puntos sujetos a mayor desgaste o carga y las decoraciones fueron de bloques de toba local mientras que el entablamento del tercer nivel fue de terracota y el resto de la mampostería fue de ladrillos de barro. 
En la época imperial, a esta estructura predominantemente de ladrillo se unieron dos nuevas fachadas de piedra blanca de Valpantena, de la cual el lado de la ciudad aún existe y se superpone al republicano, retrocedido en poco más de medio metro. Esta fachada de piedra presenta un esquema en la planta baja que no se diferencia mucho del de la puerta de Borsari, que había sufrido una intervención monumental similar, presentando un fondo de saco enmarcado en un edículo formado por dos semi columnas con capitel corintio que soporta el entablamento y el frontón. . El nivel intermedio tiene un diseño bastante simple, con ventanas enmarcadas por elementos lineales y de muy bajo relieve, mientras que en el último nivel hay una exedra particularmente esbelta, encerrada entre esbeltas columnas retorcidas que acentúan la tensión vertical de la solución adoptada. 

### Inscripción
Durante la restauración de la estructura en 1965, se encontró una inscripción sobre el pilón del medio de la Puerta de los Leones,  de considerable importancia, ya que se considera el certificado de nacimiento de la Verona romana. La inscripción, que en realidad ya había sido identificada por algunos artistas del Renacimiento que informaron los nombres de los cuadrumviros,  se caracteriza por cuatro líneas de texto significativas:
P. VALERIUS P. [F.] / Q. CAECILIUS [Q. F.] / Q. SERVILIUS [F.] / P. CORNELIUS [F.] / IIII VIR MURUM PORTA[S] / CLUACAS D. D. [FECERUNT] / P. VALERIUS P. [F.] / Q. CAELILIUS Q. [F. PROBARUNT].
En el epígrafe se reconocen los nombres de los cuadrumviros municipales durante la inauguración del monumento, los encomendados de la construcción de los muros, de las puertas, de las torres y de las cloacas de la ciudad.